# HUNOR – Magyar Űrhajós Program
A magyar kormány 2021. július 30-án a Magyar Közlönyben jelentette meg azt a kormányhatározatot, amely a magyar kutatóűrhajós misszióját előkészítő szerződés és a misszió megvalósíthatóságához kapcsolódó hazai iparfejlesztő intézkedések és forrásigények elfogadását foglalja magába. A döntést Szijjártó Péter külgazdasági és külügyminiszter jelentette be. 2021. október 28-án Ferencz Orsolya űrkutatásért felelős miniszteri biztos bejelentette az űrhajós kiválasztási eljárás megindítását, illetve a program hivatalos elnevezését is: HUNOR (Hungarian to Orbit).
A HUNOR - Magyar Űrhajós Program gerincét az Űrkutatási Tudományos Tanács, az Európai Űrügynökség, a NASA, és az Axiom Space(en) által lektorált tudományos és technológiai tartalom alkotja. Az Energiatudományi Kutatóközpont Űrkutatási Laboratóriuma koordinálja a küldetés megvalósítását a Magyar Kutatási Hálózaton belül.
A legfejlettebb csúcstechnológiára épülő űrkutatás és űrtevékenység meghatározhatja az emberiség jövőjét, és ebben Magyarország is a saját súlyának megfelelő szerepet kíván vállalni. Ezért az európai nemzetek többségéhez hasonlóan Magyarország is saját űrstratégiát dolgozott ki. 

## Az űrhajósjelöltek kiválasztása
A következő magyar űrhajós felkészítése a kiválasztással indult. A folyamat online jelentkezéssel kezdődött, mely 2022. január 31-én zárult le. A programban több ezer érdeklődő közül 247 érvényes jelentkezést fogadtak el. Az érvényes jelentkezéshez többek között a következő feltételek voltak szükségesek: büntetlen előélet, magas szintű és magabiztos angol nyelvtudás, felsőfokú, Magyarországon elismert végzettség, legalább három éves szakmai tapasztalat műszaki, természettudományi vagy orvosi területen, valamint az LAPL Class 2 repülés-egészségügyi követelményeknek való megfelelés, és 40 éves korhatár.
Az önéletrajzok pontozásos előszűrése után 100 jelentkező kezdhette meg a teszteket. Az első aktív, online szűrőt egyrészről az űrrepüléshez szükséges tudományágak – matematika, fizika, kémia, biológia – általános szintfelmérője, másrészről egy kereskedelmi repülőpilóták szűrésében bevett, intelligenciát, multitasking- és megfigyelőképességet, tanulási gyorsaságot mérő tesztsor alkotta. A 44 továbbjutó a Német Repülési és Űrcentrum hamburgi tesztközpontjában vizsgázott, ahol az angol, matematika, fizika ismeretek mellett a koncentrációkészséget, a memóriát, a térlátást, az irányérzéket, a szem-kéz koordinációt értékelték. A szűrőn 26 jelentkező jutott tovább. Őket az Európai Űrügynökség kölni Európai Asztronauta Központjában pszichológiailag szűrték, különös tekintettel az időnyomás- és stressztűrésre illetve a csapatmunkára való képességre. Ezután az ESA iránymutatása alapján a Semmelweis Egyetem teljes körű orvosi szűrést folytatott le Budapesten. A pszichológiai és az orvosi kritériumok alapján 8-ra szűkült a jelentkezők száma. Őket az Energiatudományi Kutatóközpont csillebérci kampuszán tesztelték két héten át, ahol az alapvető tudományos munkaszínvonalról és a magas terhelés alatti munkaszínvonal romlásról alkotott képet a válogatási szerv. Ugyanebben a fázisban a Magyar Honvédség Gripen vadászrepülőin mérték nagy gyorsulások esetén a nyolc jelölt testi tűrőképességét.
2023. március 7-én került bejelentésre a kiválasztási folyamat első sajtónyilvános eredménye, melynek során bemutatták négy kiválasztott űrhajósjelöltet: Cserényi Gyula, erősáramú villamosmérnök, Kapu Tibor, fejlesztőmérnök, Dr. Schlégl Ádám, ortopédsebész, és Szakály András, repülőipari tervezőmérnök. Koruk a kiválasztáskor 31 és 40 év közé esett.
A kiválasztott kutatóűrhajósnak ugyanazoknak a szigorú feltételeknek kell megfelelnie, mint az űrállomáson szolgálatot teljesítő, magasan képzett szakember társainak, akik képesek nagy nyomás alatt is kimagasló színvonalon alkalmazni tudásukat és szakértelmüket. Mindezt a teljesítményt elszigetelten, távol családjuktól és a megszokott társadalmi élettől, a földi körülményektől gyökeresen eltérő környezetben kell nyújtaniuk. Az űrben tartózkodva nagy kockázatot és hatalmas felelősséget vállalnak nem csak saját küldetésük, de a teljes legénység iránt is. A HUNOR kutatóűrhajós ezért ESA és NASA tanúsítványokkal lép majd a Nemzetközi Űrállomás fedélzetére.
2024. május 27-én Szijjártó Péter külügyminiszter a budapesti Liszt Ferenc Nemzetközi Repülőtérről Facebook-on közzétett videóban jelentette be a kiválasztási folyamat végeredményét, mely szerint a HUNOR program Nemzetközi Űrállomásra utazó kutatóűrhajósa Kapu Tibor, tartalékosa pedig Cserényi Gyula. Az ő felkészülésük az Egyesült Államokban zajlik tovább a NASA és az Axiom Space vállalatok közreműködésével. Dr. Schlégl Ádám és Szakály András korábbi űrhajósjelöltek a külügyminiszter tájékoztatása szerint ezentúl a küldetés földi támogatóegységében kapnak vezető szerepet.

## A küldetés célja és annak ütemezése
A küldetés legfőbb célja magyar egyetemek, tudományos kutatóműhelyek és vállalkozások kísérleteinek elvégzése, és hazai fejlesztésű műszerek tesztelése mikrogravitációs környezetben. A kiképzés részeként ezért az űrhajósjelölteknek a tudományos munkához szükséges ismereteket is el kell sajátítaniuk, meg kell tanulniuk a műszerek és eszközök kezelését, továbbá be kell gyakorolniuk a kísérletek végrehajtását.
A sikeres fellövés 2025.06.25-én történt.  
Kapu Tibor bejelentkezett a Dragonból: azt mondta, megköszönte a magyaroknak a támogatást, és hálás, hogy a hazáját képviselheti. Megköszönte a barátainak és a családjának is a támogatást. 
„15 millió magyar emelt ma idáig, támogatásotok olyan, mint a szürke hamu alatt nyugvó parázs: belül csendben izzik, de ha fát dobnak rá, egyként lángol” – mondta.
„A világűr mindenkié, a Föld pedig egyetlen bolygó” – mondta, megjegyezve, hogy a bolygó négy különböző helyéről érkeztek, de barátokként ülnek most a kapszulában.
„Egynek minden nehéz, soknak semmi sem lehetetlen” – tette hozzá.

## Az űrhajós feladatai a Nemzetközi Űrállomáson
A tervek szerint a kutatóűrhajós egy hónapot tartózkodik majd a Nemzetközi Űrállomás fedélzetén és aprólékosan megtervezetten fogja tölteni az idejét. Körülbelül napi tizenhat órában tudományos kísérleteket, illetve a munkaképessége fenntartásához szükséges feladatokat fog végezni. 
A leendő űrhajós mögött a magyar űripar és űrkutatás szervezetei, intézetei és szakértői állnak, továbbá a kiválasztás pillanatától a küldetés kezdőnapjáig egy egyedülálló képzési programban részesül, hogy feladatait hatékonyan és biztonságosan tudja ellátni.  

## Jelentősége Magyarország számára
Magyarországon már most is közel negyven cég él részben vagy egészben űrtevékenységből. Számuk 2030-ra megháromszorozódhat. Magyarország űrstratégiájának célja, hogy az európai társakkal dinamikusan tudjon együtt növekedni.
Az emberes űrrepülések nem csak önmagukban értékesek, a kutatóűrhajós küldetésben résztvevő magyar űripari cégek, a felsőoktatási intézmények és a kutatóintézetek a kifejlesztett eszközök és tudás révén „űripari referenciával” fognak rendelkezni, amely előfeltétele a világpiacra történő belépésnek. A kutatóűrhajós programjának megvalósításával szerzett nemzetközi tapasztalat jelentősen felértékeli Magyarországnak a nemzetközi űrversenyben betöltött szerepét, és szignifikáns versenyelőnyhöz juttathatja a közreműködő szektorokat.